# 성동역
성동역(Seongdong station, 城東驛)은 경춘선의 철도역으로, 도성(都城)의 동쪽지역이라는 의미로 성동역이라고 이름 붙여졌다. 서울 지하철 1호선 제기동역 인근에 있었다. 
광복 후 국유화되어 경기 북부에서 강원도 일대간의 농축산물 등 물류 운송을 담당하다가 기능을 청량리역으로 이전하고 폐역되었다. 

## 연혁
- 1939년 7월 20일 : 경춘선의 시점역으로 영업 개시[2]
- 1967년 7월 1일 : 화물 취급 중지[3]
- 1968년 9월 11일 : 화물 취급 재개[4]
- 1971년 10월 5일 : 성동∼성북 구간의 폐선에 따라 경춘선 월곡역과 함께 폐지되었다.[5]

## 사진

성동역 유지비